# 瓦萊港

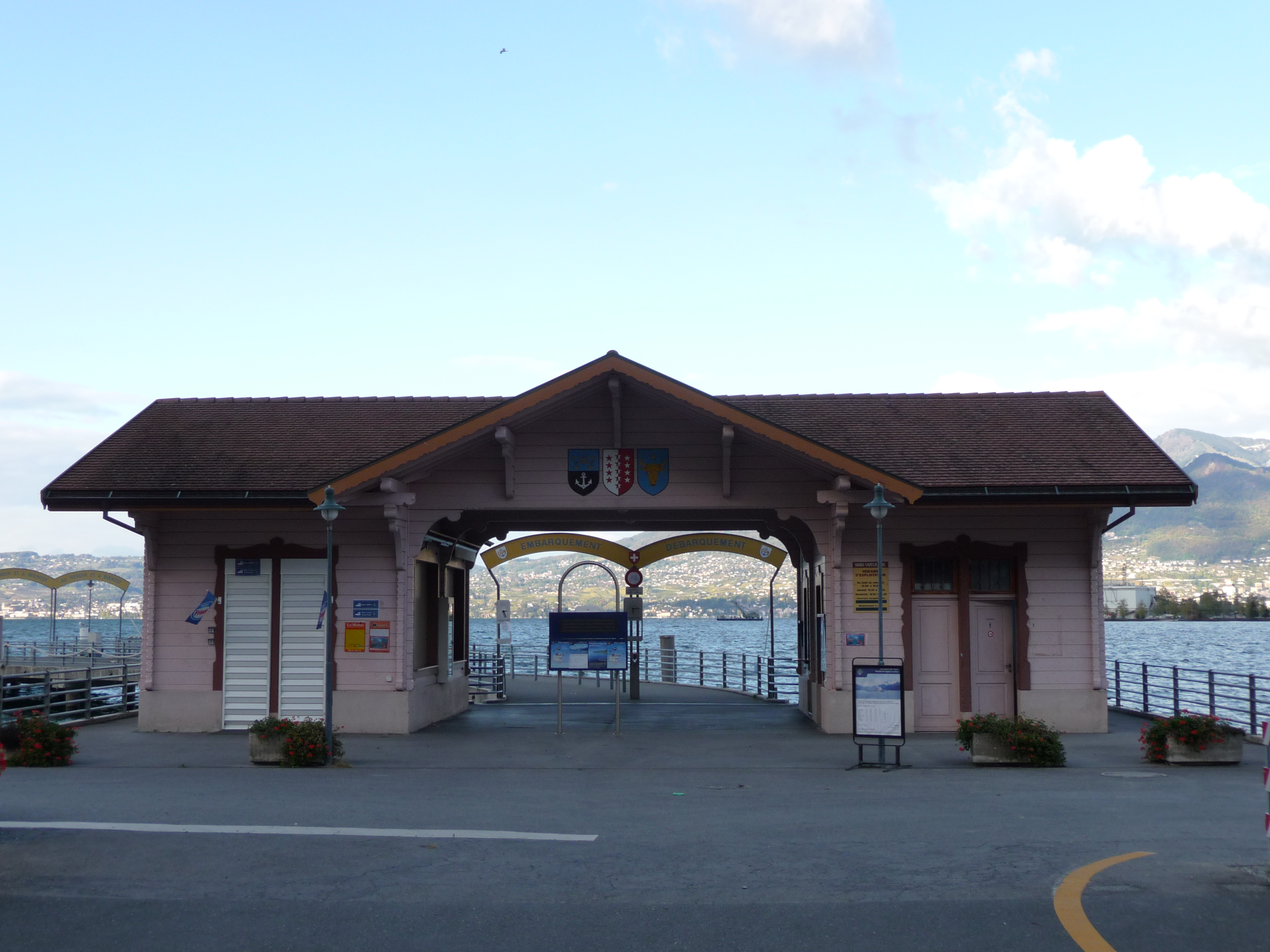

瓦萊港（法語：Port-Valais，法語發音：[pɔʁ valɛ]）是瑞士瓦莱州的市镇，位於該國南部，面積14.35平方公里，海拔高度390米，2011年人口3,314，六成人口信奉羅馬天主教，人口密度每平方公里231人。

## 外部連結
- Official website （页面存档备份，存于） （法文）